# Американська асоціація спостереження за птахами
Американська асоціація спостереження за птахами (англ. American Birding Association, ABA) — американська орнітологічна некомерційна організація. Заснована 1969 року. Займається організацією та збором результатів спостережень за птахами в Канаді та Сполучених Штатах. Спочатку ABA була зосереджена на пошуку, переліку та ідентифікації рідкісних птахів, а згодом стала обслуговувати всіх орнітологів широким спектром послуг і публікацій.

## Історія
У грудні 1968 року в першому номері (том 0, номер 0) бюлетення The Birdwatcher's Digest Джим Такер запропонував створити групу під назвою «Американська асоціація спостерігачів за птахами» (American Birdwatchers' Association) для обміну інформацією та порівняння списків спостереження за птахами.
За пропозицією орнітолога Стюарта Кіта наступний номер інформаційного бюлетеня Такера (Tucker's newsletter) отримав назву Birding (том 1, номер 1). Цей випуск за січень/лютий 1969 року включав заяву про наміри та цілі та три сторінки списків, у тому числі орнітологів із десяти найкращих списків у світі та для території, на яку на той час поширювався контрольний список Американської спілки орнітологів. Організація була перейменована в American Birding Association. Прямо виключаючи захист природи та орнітологічні дослідження, ABA спочатку зосередилася на аматорському та спортивному спостереженні за птахами. Через свої публікації та заходи ABA прагнула об'єднати завзятих орнітологів, встановити правила внесення до списків і повідомити новітні методи ідентифікації. До 1970 року організація налічувала понад 500 членів.
Починаючи з 3-го тому (1971), Birding було перероблено як журнал; річна кількість сторінок зросла до 258 з 96 у 1970 році. Останній випуск 1971 року представив новий повноколірний логотип, розроблений Гаєм Тюдором, із зображенням фаетона червонодзьобого.
ABA провела свій перший з'їзд у 1973 році в Кенмарі, Північна Дакота, а другий — у Лімінгтоні, Онтаріо.
Першим головою асоціації став Бентон Бешам у 1971 році.. Наступними президентами організації стали Арнольд Смолл (1976—1979), Джозеф У. (Джо) Тейлор (1979—1983), Лоуренс Г. (Ларрі) Балч (1983—1989), і Аллан Кейт (1989—1993; 1997—1999). Станом на 2022 рік Джулі Девіс є головою правління та тимчасовим президентом ABA.
Кількість членів зросла до 6500 до жовтня 1986 року і вперше перевищила 10 000 у жовтні 1992 року. У 2001 році ABA досягла 22 000 членів.
Щомісячний інформаційний бюлетень «Winging It» виходив з 1989 по 2012 рік. У 1998 році ABA взяла на себе відповідальність за публікацію журналу National Audubon Society Field Notes, який згодом перейменували на North American Birds. Щоквартальний «Довідник птахів» вперше вийшов у 2013 році.
У 2000 році ABA взяла на себе керівництво семінарами Інституту польової орнітології, які проводить Університет штату Мен у Мачіасі.

## Нагороди
ABA вручає кілька нагород за сприяння спостереженню за птахами, покращення стану орнітології та вагомий внесок у освіту та збереження природи. У 1980 році вона започаткувала премію Ладлоу Гріскома, щоб відзначити «видатний внесок у вдосконалення у польовому спостереженні за птахами». Нагороду часто називають найвищою відзнакою птахівництва. У 2000 році програму нагород було розширено, включивши премію Чендлера Роббінса за освіту/охорону природи; премію Клаудії Вайлдс за видатні заслуги та премію Роджера Торі Петерсона за сприяння справі спостереження за птахами. Премія Роберта Ріджвея за публікації в польовій орнітології була заснована в 2002 році. Нагорода Griscom тепер спеціально відзначає видатний внесок у регіональну орнітологію.

## Подальше читання
- «AMERICAN BIRDING ASSOCIATION A CLUB OF A DIFFERENT FEATHER» — Spokesman-Review
- «Guide to bird spotting in Alaska published» — HighBeam Research
- «Birders flocking to SE Texas» — The Beaumont Enterprise